# アンドレア・フォルトゥナート
アンドレア・フォルトゥナート（Andrea Fortunato、1971年7月26日 - 1995年4月25日）は、イタリアの元サッカー選手。元イタリア代表。ポジションはディフェンダー。

## 死去
1995年の最晩年、インフルエンザになってしまい、その後に肺炎にかかり、回復する見込みもなく1995年4月25日、肺炎の為23歳という若さで亡くなった。

## タイトル

### ユヴェントス
- セリエA：1994-95
- コッパ・イタリア：1994-95